# Грудной эликсир
Грудной эликсир (лат. Elixir pectoralis) — отхаркивающее лекарственное средство, применяется при инфекционно-воспалительных заболеваниях дыхательных путей, сопровождающихся образованием трудно отделяемой мокро́ты (пневмония, трахеит, бронхит, бронхиальная астма, муковисцидоз и т. п.). Способствует разжижению и выведению мокроты из дыхательных путей.
Содержит нашатырный спирт, масло семян аниса и экстракт солодки. Отхаркивающие действие эликсира складывается из действия его компонентов:
- аммиак является местнораздражающим веществом, он возбуждает чувствительные окончания нервов верхних дыхательных путей, что приводит к рефлекторной стимуляции дыхательного центра;
- анисовое масло оказывает отхаркивающие действие, обусловленное содержащимся в нём анетолом, который повышает активность реснитчатого эпителия дыхательных путей и усиливает секрецию слизистых оболочек гортани, трахеи и бронхов;
- экстракт корня солодки обладает некоторыми противовоспалительным действием вследствие содержения в нём глицирризиновой кислоты и отхаркивающим действием, сходным с действием анисового масла.

## Применение
Эликсир принимают перорально. Взрослым по 20—40 капель 3—4 раза в день; детям назначают на приём столько капель, сколько лет ребёнку. Перед применением разводят в небольшом количестве воды.
Курс лечения обычно составляет 7—10 дней. Увеличение его длительности и проведение повторных курсов возможно по рекомендации врача.

## Побочное действие и противопоказания
Грудной эликсир нельзя применять при гастрите, язвенной болезни желудка и двенадцатиперстной кишки в период обострения. С осторожностью применяют при заболеваниях печени, алкоголизме и заболеваниях головного мозга.
Возможны аллергические реакции, в отдельных случаях может наблюдаться диарея.
Грудной эликсир не следует применять одновременно с противокашлевыми лекарственными средствами, так как это затрудняет откашливание мокроты.

## «Капли датского короля»
Вплоть до начала XX века применялось сходное средство под названием «капли датского короля» (лат. Elixir Pectoralе Regis Daniae). Его рецепт был впервые опубликован в 1772 году и включал нашатырно-анисовые капли, лакричный экстракт и укропную воду. Подобный рецепт действительно применялся в Дании ещё с конца XVII века, и носил название «Капли короля», потому что по поверию, он «мог вылечить больного от смерти».
Это название никак не связано со смертью отца Гамлета, которого отравил каплями, влитыми в ухо, его брат Клавдий.
В репертуаре Булата Окуджавы есть песня «Капли датского короля».